# Міленіум: журнал міжнародних досліджень
«Міленіум»: Журнал міжнародних досліджень — рецензований академічний журнал міжнародних відносин. Він базується в Лондонській школі економіки (ЛШЕ) й публікується компанією Sage Publications тричі на рік: у січні, червні та вересні.

## Історія
«Міленіум»(з англ. millennium — тисячоліття) було засновано в 1971 році Фредеріком Семюелем Нортеджем та групою студентів із клубу Грімшоу. Журнал базується в департаменті міжнародних відносин ЛШЕ.

## Редакція
«Міленіум» є студентським журналом із моменту заснування. Аспіранти ЛШЕ продовжують редагувати та керувати журналом, а новий колектив редагує кожен том. Нинішні редактори — Еліс Енгельгард, Енді Лі та Енріке ван Вінгерден.

## Абстрагування та індексація
«Міленіум» абстрагується та індексується в «Актуальні конспекти», «Актуальний зміст / мистецтво та гуманітарні науки», «Міжнародна бібліографія соціальних наук» та «Індекс цитування соціальних наук». За даними Journal Citation Reports (бібліометричний довідник статистичних даних) коефіцієнт впливу за 2018 рік становить 1,418, що займає 33 місце з 85 журналів у категорії «Міжнародні відносини».

## Щорічна конференція та спеціальний випуск
Кожного жовтня «Міленіум» організовує конференцію в Лондонській школі економіки, яка є основою для випуску спеціального номера журналу, що публікується як підсумок кожної конференції. Остання конференція на тему «Революція та опір у світовій політиці» відбулася 27–28 жовтня 2018 року.

## Конкурс нарисів Нортедж
Конкурс нарисів Нортедж був заснований у 1986 році, щоб відзначити внесок пізньої Ф. С. Нортедж у створенні «Міленіума». Есе-переможець отримує грошову премію й право на публікацію в журналі. У конкурсі можуть брати участь будь-які студенти, які зараз навчаються або нещодавно закінчили ступінь міжнародних відносин чи суміжних напрямків. Реферат може бути частиною докторського дослідницького проєкту, реферату чи дисертації, поданих у рамках курсу аспірантури, семінарської або подібних робіт.